# Discalma fragilis
Discalma fragilis là một loài bướm đêm trong họ Geometridae.